# Ромено
Ромено (італ. Romeno) — муніципалітет в Італії, у регіоні Трентіно-Альто-Адідже,  провінція Тренто.
Ромено розташоване на відстані близько 520 км на північ від Рима, 37 км на північ від Тренто.
Населення — 1381 особа (2014).
Щорічний фестиваль відбувається 15 серпня. Покровитель — Assunzione di Maria.

## Демографія
Населення за роками:

Станом на 1 січня 2023 року в муніципалітеті офіційно проживало 128 іноземців з 18 країн, серед них 46 громадян країн Євросоюзу та 1 громадянин України.

## Сусідні муніципалітети
- Амблар-Дон
- Каварено
- Коредо
- Дамбель
- Санцено
- Сарноніко